# Cyrenoida floridana
Cyrenoida floridana is een tweekleppigensoort uit de familie van de Cyrenoididae. De wetenschappelijke naam van de soort is voor het eerst geldig gepubliceerd in 1896 door Dall.